# George-Cătălin Bochileanu
George-Cătălin Bochileanu (n. 15 iunie 1988) este un senator român, ales în 2024 din partea USR în Circumscripția electorală pentru românii cu domiciliul în afara României. Mandatul său a început oficial pe 21 decembrie 2024. În cadrul activității sale parlamentare, face parte din comisia pentru politică externă, comisia pentru drepturile omului, egalitate de șanse, culte și minorități și comisia pentru românii de pretutindeni. 